# Orazio Francesco Piazza

Wappen von Orazio Francesco Piazza als Bischof von Sessa Aurunca

Orazio Francesco Piazza (* 4. Oktober 1953 in Solopaca, Provinz Benevento) ist ein italienischer Geistlicher und römisch-katholischer Bischof von Viterbo.

## Leben
Orazio Francesco Piazza empfing am 25. Juni 1978 das Sakrament der Priesterweihe für das Bistum Telese o Cerreto Sannita.
Piazza studierte an der Theologischen Fakultät für Süditalien in Neapel, wo er 1978 das Lizenziat in Theologie erwarb und 1983 zum Dr. theol. promoviert wurde. Ab 1997 lehrte er Sozialethik an der Università del Sannio in Benevent. An der Theologischen Fakultät für Süditalien lehrte er als Professor für Ekklesiologie und Mariologie.
Von 1989 bis zu seiner Ernennung zum Bischof war er Geistlicher Assistent der Katholischen Aktion im Bistum Cerreto Sannita-Telese-Sant’Agata de’ Goti.
Am 25. Juni 2013 ernannte ihn Papst Franziskus zum Bischof von Sessa Aurunca. Die Bischofsweihe spendete ihm der Erzbischof von Neapel, Crescenzio Kardinal Sepe, am 21. September desselben Jahres. Mitkonsekratoren waren der Bischof von Cerreto Sannita-Telese-Sant’Agata de’ Goti, Michele De Rosa, und der frühere Apostolische Nuntius in Israel, Erzbischof Antonio Franco.
Papst Franziskus ernannte ihn am 14. April 2018 zum Mitglied der Kongregation für die Selig- und Heiligsprechungsprozesse. Vom 30. April 2019 bis 14. März 2021 war Piazza zusätzlich Apostolischer Administrator des vakanten Bistums Alife-Caiazzo.
Am 7. Oktober 2022 ernannte ihn Papst Franziskus zum Bischof von Viterbo. Die Amtseinführung erfolgte am 3. Dezember desselben Jahres.
Orazio Francesco Piazza ist Großoffizier des Ritterordens vom Heiligen Grab zu Jerusalem.